# Papa Massé Fall
Papa Massé Mbaye Fall (Dakar, 11 dicembre 1985) è un allenatore di calcio ed ex calciatore guineense, di ruolo portiere, preparatore dei portieri del Polideportivo Aguadulce.

## Biografia
È il fratello minore dell'arbitro Ousmane Fall.

## Carriera

### Club
Ha sempre giocato nel campionato spagnolo.

### Nazionale
Senegalese di nascita ma di origini guineensi, ha esordito con la Nazionale della Guinea-Bissau il 4 giugno 2016 nella partita contro lo Zambia, decisiva ai fini della qualificazione alla Coppa d'Africa 2017 in Gabon: Mbaye, ormai ritiratosi da un anno e solo preparatore dei portieri del Polideportivo Aguadulce, in quarta serie spagnola, venne convocato su raccomandazione dell'amico Emmanuel Mendy dal CT Baciro Candé per sopperire alla squalifica del titolare Jonas Mendes e dotato di un passaporto guineense appena 24 ore prima della sfida; i Licaoni vinsero per 3-2 al 97' con un gol di Toni Silva, qualificandosi per la prima volta nella loro storia ad una competizione internazionale. Viene poi convocato per la Coppa d'Africa come secondo portiere.

## Statistiche

### Cronologia presenze e reti in nazionale
| Cronologia completa delle presenze e delle reti in nazionale ― Guinea-Bissau | Cronologia completa delle presenze e delle reti in nazionale ― Guinea-Bissau | Cronologia completa delle presenze e delle reti in nazionale ― Guinea-Bissau | Cronologia completa delle presenze e delle reti in nazionale ― Guinea-Bissau | Cronologia completa delle presenze e delle reti in nazionale ― Guinea-Bissau | Cronologia completa delle presenze e delle reti in nazionale ― Guinea-Bissau | Cronologia completa delle presenze e delle reti in nazionale ― Guinea-Bissau | Cronologia completa delle presenze e delle reti in nazionale ― Guinea-Bissau |
| Data                                                                         | Città                                                                        | In casa                                                                      | Risultato                                                                    | Ospiti                                                                       | Competizione                                                                 | Reti                                                                         | Note                                                                         |
| ---------------------------------------------------------------------------- | ---------------------------------------------------------------------------- | ---------------------------------------------------------------------------- | ---------------------------------------------------------------------------- | ---------------------------------------------------------------------------- | ---------------------------------------------------------------------------- | ---------------------------------------------------------------------------- | ---------------------------------------------------------------------------- |
| 04-06-2016                                                                   | Bissau                                                                       | Guinea-Bissau                                                                | 3 – 2                                                                        | Zambia                                                                       | Qual. Coppa d'Africa 2017                                                    | -2                                                                           |                                                                              |
| Totale                                                                       |                                                                              | Presenze                                                                     | 1                                                                            |                                                                              | Reti                                                                         | -2                                                                           |                                                                              |